# Jacques Ménard
Jacques Ménard, né le 31 décembre 1914 à Parthenay (Deux-Sèvres), et mort le 18 novembre 1988 à Thouars, est un homme politique français.

## Biographie
Fils ainé de Gabriel (1883-1951) et Louise Ménard (1892-1985), Jacques Ménard né à Parthenay. Son père est maire de cette ville pendant l'occupation de 1941 à 1944, il a deux frères, Claude (1916-1995) et Pierre (1921-2001).
Son oncle, Clément Ménard (1854-1929) a été conseiller général du canton de Thouars de 1891 à 1929 et maire de cette même ville de 1902 à 1919.
Après avoir étudié au lycée de Parthenay, puis à celui de Poitiers, Jacques Ménard effectue des études à l'École nationale vétérinaire d'Alfort, où il est diplômé de la promotion 1939, ainsi que de la faculté de médecine de Paris, il voit sa thèse couronnée du prix de thèse et d'une médaille de bronze. Une carrière prometteuse semble alors s'ouvrir à lui, que la guerre interrompt un temps. Mobilisé, il est fait prisonnier puis libéré en octobre 1940.
La Libération marque la date de ses véritables débuts en politique, il est élu en 1947 conseiller municipal de Thouars puis, maire de la ville en mai 1953. Il devient en outre conseiller général du canton de Thouars en 1949, et ensuite, vice-président du conseil général.
Sa famille joue également un rôle important dans sa vie professionnelle. Après la guerre, Jacques Ménard devient directeur-général adjoint avec son frère Claude, de la société familiale MENARD FRÈRES, spécialisée dans les produits vétérinaires et aliments du bétail basée à Thouars. 
Dans le même temps, il assume la fonction d'administrateur de la Caisse d'épargne de Thouars, et s'implique dans la vie associative du canton en présidant de nombreuses sociétés sportives locales, ainsi que l'union touristique des Deux-Sèvres.
Les palmes académiques, et les décorations de chevalier du mérite agricole et le titre de chevalier du mérite touristique récompensent son action.
Le 4 août 1957, Jacques Ménard est élu sénateur des Deux-Sèvres après la mort de Félix Lelant, dès son arrivée au Palais du Luxembourg, il rejoint le groupe de l'Union des républicains indépendants, et est nommé membre suppléant de la commission des boissons, et membre titulaire de la commission de la famille et de la commission de la France d'outre-mer.
Durant ce premier mandat, Jacques Ménard présente deux rapports : l'un sur la convention portant création de la commission de coopération technique en Afrique du Sud du Sahara, et l'autre sur certaines dispositions, applicables aux convoyeuses de l'air appartenant au personnel des cadres militaires féminins.
Il vote pour l'adoption du projet de loi relatif aux pleins pouvoirs et la révision constitutionnelle les 2 et 3 juin 1958. Jacques Ménard est réélu sénateur le 8 juin 1958 aux dernières élections au Conseil de la République puis sans discontinuité jusqu'en 1986.

### Mandats parlementaires
- Sénateur des Deux-Sèvres du 4 août 1957 au 1er octobre 1986[2].

### Mandats locaux
- 1947 à 1953 puis 1971 à 1983 : conseiller municipal de Thouars (élu divers droite)
- 1949 à 1973 : conseiller général du canton de Thouars puis vice-président du conseil général
- 1953 à 1965 : maire de Thouars.

### Autres fonctions
- Directeur-général adjoint de l'entreprise Ménard Frères de 1945 à 1976[3].